# MTW COT 20
Schiffe des Typs MTW COT 20 der MTW Schiffswerft sind eisgängige Chemikalientanker. Die Baureihe dieses zwischen 1993 und 1995 gebauten Schiffstyps der Wismarer Werft umfasst sechs Einheiten, die alle an die Leeraner Reederei Rigel Schiffahrt abgeliefert wurden. Bis auf die zuletzt abgelieferte Einheit Isarstern wurden alle Schiffe in den Jahren 2011 bis 2013 wieder verkauft. Die Isarstern wurde 2018 verkauft.

## Einzelheiten
Die Schiffe sind als Chemikalien- und Ölproduktentanker mit hoher Eisklasse (1A/E3) ausgelegt. Die Doppelhüllenschiffe mit achtern angeordneten Aufbauten wurden in der Hauptsache in Nordeuropa eingesetzt. Die Einheiten haben 20 Einzeltanks mit einer Gesamtkapazität von 20.014 m³ bei einer Tragfähigkeit von 17.080 Tonnen. Die Tanker der Serie sind mit einem Schlauchkran mit acht Tonnen Tragkraft auf Höhe des Manifolds ausgerüstet.
Der Antrieb der Schiffe besteht aus einem Viertakt-Dieselmotor des Typs MAN B&W 7L48/60 mit einer Leistung von rund 6600 kW bei 428/min. Der Motor wird über ein Getriebe der DMR Dieselmotorenwerk Rostock, Typ 6 VE 1000, auf den hydraulisch gesteuerten Verstellpropeller mit 128/min., sowie einen Wellengenerator mit 1800/min. übersetzt. Die maximale Geschwindigkeit beträgt knapp 14,5 Knoten. Weiterhin stehen drei Hilfsdiesel des Typs MAN B&W 7 L20/27 und ein Notdiesel-Generator zur Verfügung. Die An- und Ablegemanöver werden durch ein Bugstrahlruder unterstützt.

## Die Schiffe
| Schiffsname | Bau- nummer | IMO- Nummer | Kiellegung Stapellauf Ablieferung                  | Umbenennungen und Verbleib                           |
| ----------- | ----------- | ----------- | -------------------------------------------------- | ---------------------------------------------------- |
| Rheinstern  | 127         | 9053191     | 12. Februar 1993 5. Juni 1993 3. September 1993    | Olivia 1 (2011) → Olo (2018) → 2018 Abbruch in Alang |
| Travestern  | 128         | 9053206     | 13. März 1993 9. Juli 1993 12. November 1993       | Ostrov Sakhalin (2018) → so in Fahrt                 |
| Havelstern  | 129         | 9053218     | 9. Juli 1993 12. November 1993 1. März 1993        | Ever Exuberant (2017) → 2021 Abbruch in Chittagong.  |
| Alsterstern | 130         | 9053220     | 25. Februar 1994 27. Mai 1994 1. Oktober 1994      | Sea Jade (2016) → so in Fahrt.                       |
| Donaustern  | 131         | 9105138     | 20. September 1994 9. Dezember 1994 28. April 1995 | 2011 Aquarius → 2020 Abbruch in Gadani               |
| Isarstern   | 132         | 9105140     | 15. Mai 1995 29. Juli 1995 1. Dezember 1995        | Taimyr (2018) → so in Fahrt                          |